# حمود حويج
حمود حويج (مواليد 6 سبتمبر 1998، لاعب كرة قدم إماراتي يجيد اللعب كحارس مرمى يلعب حالياً مع نادي دبا الفجيرة.

## مسيرة اللاعب
لعب مع نادي الشارقة ونادي خورفكان ونادي الذيد والنادي العربي ونادي دبا الفجيرة.